# Luigi II di Borbone-Condé
Luigi II di Borbone-Condé (Parigi, 8 settembre 1621 – Fontainebleau, 11 dicembre 1686) è stato un nobile e generale francese naturalizzato spagnolo.
Fu il quarto principe di Condé, il più noto rappresentante del ramo dei Condé della dinastia dei Borbone di Francia e uno dei più abili combattenti del Seicento: le sue capacità in ambito militare gli valsero l'epiteto di Gran Condé (le Grand Condé); egli fu anche considerato l'Alessandro Magno di Francia.
Era figlio di Enrico II di Borbone-Condé (1º settembre 1588 – 26 dicembre 1646) e di Carlotta Margherita di Montmorency. Fu duca d'Enghien fino alla morte del padre, poi principe di Condé, duca di Fronsac, duca di Châteauroux, duca di Montmorency, duca d'Albret, duca del Borbonese e Pari di Francia, duca di Bellegarde, primo principe del sangue, gran maestro di Francia (dal 1647 al 1654).

## Biografia

### Infanzia e giovinezza

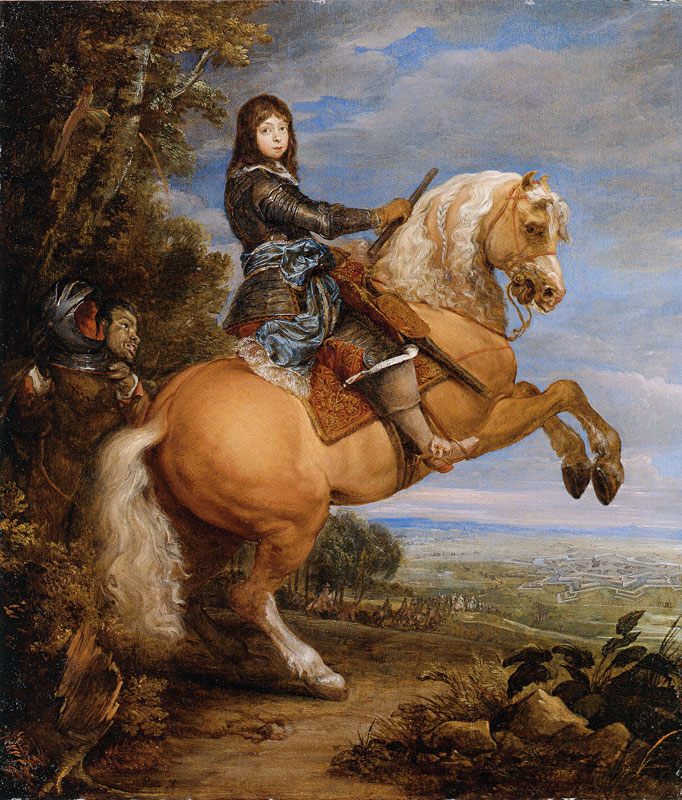
Ritratto equestre del giovane Luigi di Borbone-Condé dipinto da Gonzales Coques

Luigi nacque a Parigi, figlio di Enrico II di Borbone, principe di Condé, e di sua moglie Charlotte Marguerite de Montmorency. Suo padre era cugino di re Enrico IV di Francia, mentre sua madre era erede di una delle più importanti famiglie ducali di Francia, discendente diretta di Anne de Montmorency, maresciallo di Francia e uno dei militari più importanti della guerra di religione in Francia.
Sin da bambino Luigi II venne avviato agli studi presso il Collegio dei Gesuiti di Bourges dove ebbe modo di studiare storia, legge e matematica per sei anni. Dopo questo periodo entrò all'Accademia Reale di Parigi per proseguire i propri studi militari. All'età di diciassette anni, in assenza di suo padre, fu nominato provvisoriamente governatore della Borgogna.
Ancora bambino venne fidanzato da suo padre con Chiara Clemenza di Maillé, Mademoiselle de Brézé, nipote del potente cardinale Richelieu, primo ministro del re, per poi entrare nell'esercito francese dal 1640. Pur avendo appena vent'anni ed essendo palesemente innamorato di mademoiselle du Vigean (Marthe Poussard, detta appunto mademoiselle du Vigean, figlia del gentiluomo di camera del re, François Poussard, marchese de Fors e barone du Vigean, e di sua moglie Anna de Neubourg, figlia di Roland, signore di Sercelles), venne quindi costretto a sposare la sua fidanzata che aveva appena tredici anni. Sebbene i due abbiano avuto tre figli in tutto, il principe di Condé dovrà poi accusare la moglie di adulterio con diversi uomini per giustificare il suo allontanamento a Châteauroux. Oggi molti storici sono del parere che questo allontanamento sia stato pretestuoso: Saint-Simon, pur ammettendo alcuni suoi limiti, ne lodava le virtù, la pietà e la gentilezza e la riteneva incapace di abusi alle spalle del marito.
Il battesimo del fuoco il duca di Enghien lo ebbe nell'assedio di Arras. Seppe guadagnarsi la fiducia di Richelieu presenziando con il cardinale alla Cospirazione di Cinq-Mars e combattendo poi all'Assedio di Perpignano.

### Guerra dei trent'anni

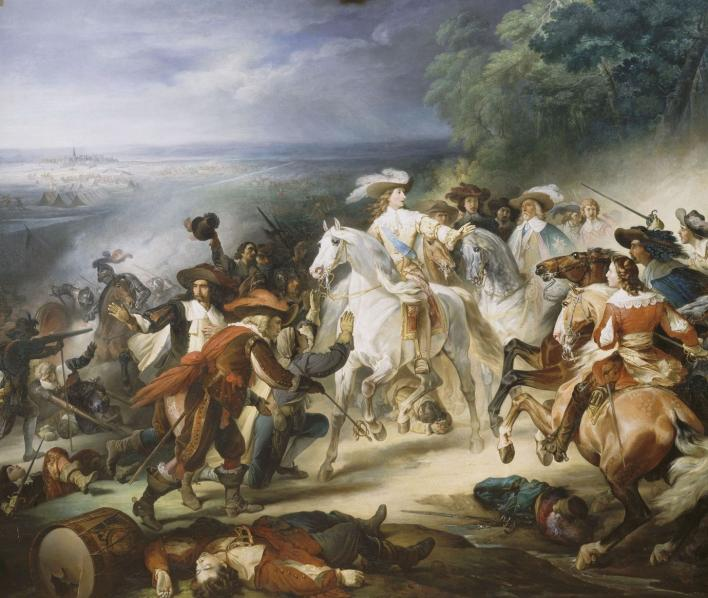
La battaglia di Rocroi, 19 maggio 1643: il duca di Enghien ordina alle sue truppe di non sparare sugli spagnoli i quali si erano da poco arresi

Nel 1643 il duca d'Enghien venne nominato al comando delle truppe francesi che si trovavano a scontrarsi con quelle spagnole nella Francia settentrionale. Egli si trovò così davanti a generali esperti e a un gran numero di veterani dell'armata spagnola che erano tra i soldati più temuti in tutta Europa. La grande battaglia di Rocroi (19 maggio) pose fine al mito dell'invincibile Armata delle Fiandre. Il duca d'Enghien in prima persona diresse l'attacco decisivo e all'età di 21 anni era già ritenuto uno dei più grandi generali del secolo.
Dopo una campagna di successi ininterrotti, il duca tornò a Parigi in trionfo e tentò di risolvere alcuni suoi affari privati sperando che dopo la morte del cardinale Richelieu nel 1642 gli sarebbe stato più facile ottenere l'annullamento del suo matrimonio con la speranza di sposare madmoiselle du Vigean, ma ella entrò nell'ordine dei carmelitani nel 1647. Nel 1644 venne inviato con dei rinforzi in Germania per assistere il maresciallo Turenne che si trovava pressato da più parti, e successivamente ottenne il comando dell'intera armata.
La battaglia di Friburgo fu disperatamente contesa, ma alla fine l'esercito francese ebbe una grande vittoria sui bavaresi e sugli imperiali, comandati da Franz von Mercy. Come era accaduto dopo Rocroi numerose fortezze decisero di aprire spontaneamente le porte al duca senza colpo ferire.
Il duca d'Enghien trascorse l'inverno successivo a Parigi. La campagna estiva del 1645 si aprì con la sconfitta di Turenne nella battaglia di Mergentheim, che venne a ogni modo ripagata dalla vittoria a Nördlingen, nella quale Mercy venne ucciso e il Condé stesso venne pesantemente ferito. La presa di Philippsburg fu uno dei suoi più importanti successi nel corso della campagna. Nel 1646 il duca prestò servizio sotto il comando di Gastone d'Orléans nelle Fiandre; quando dopo la presa di Mardyck Orléans fece ritorno a Parigi il duca d'Enghien, lasciato in comando, prese Dunkerque (11 ottobre).

### Fronda

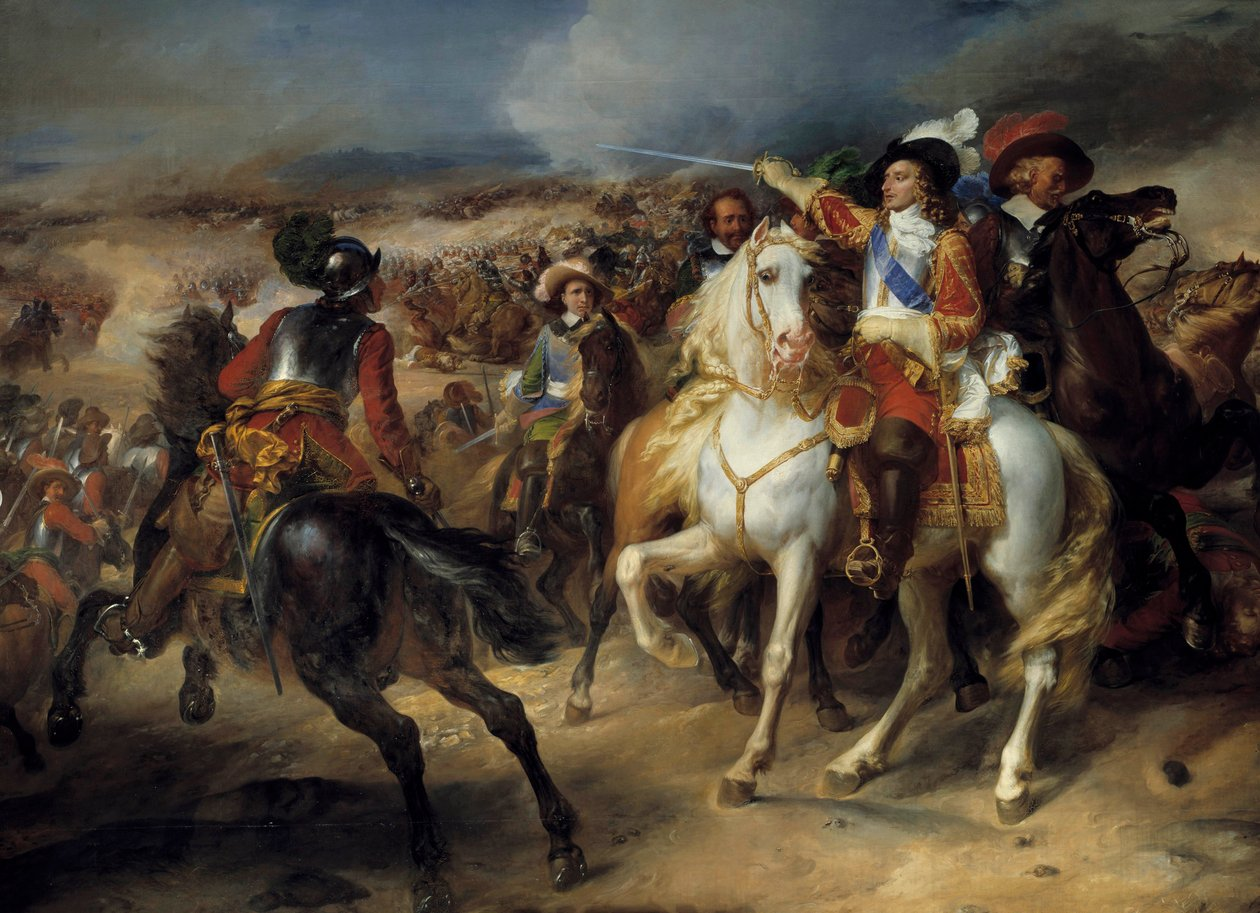
Il Grand Condé alla battaglia di Lens, 20 agosto 1648, grandiosa vittoria sulle truppe spagnole comandate dall'arciduca Leopoldo d'Asburgo

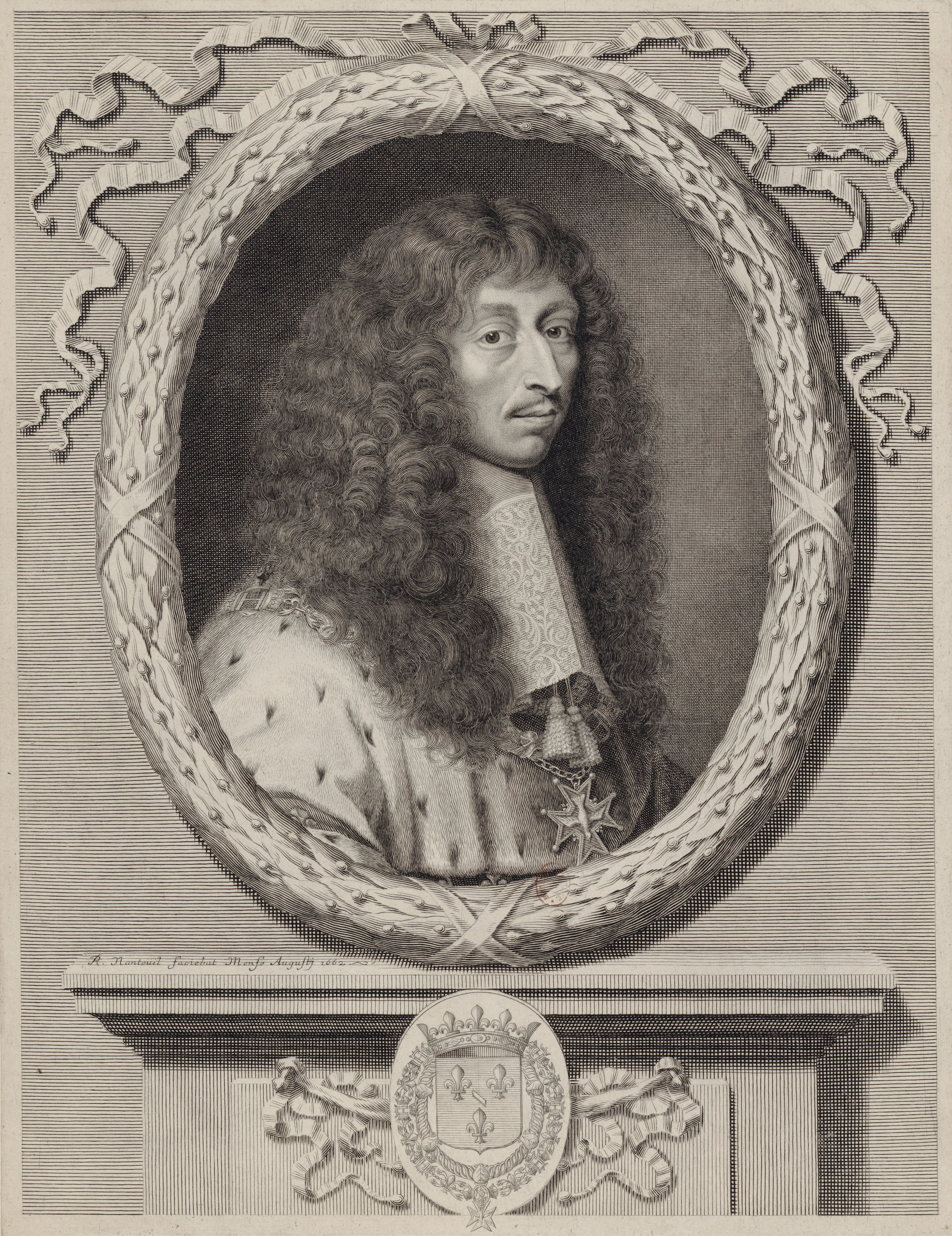
Luigi, principe di Condé, in una litografia di Robert Nanteuil, 1662. Yale University Art Gallery

Fu in quell'anno che morì anche il padre del duca d'Enghien, lasciando tutti i suoi averi e i suoi titoli a Luigi, il quale divenne pertanto quarto principe di Condé. Egli divenne inoltre premier prince du sang (primo principe di sangue), guadagnandosi il soprannome di Monsieur le prince. L'enorme potere di cui il Condé si era circondato negli anni, naturalmente, era guardato con molto sospetto dalla reggente e dai suoi ministri. La sua estrazione di nascita e i suoi rinomati successi militari lo ponevano in cima alla nobiltà francese, oltre a disporre di un grande patrimonio personale e a essere governatore di diverse importanti regioni francesi come la Borgogna, il Berry e le marche di Lorena assieme ad altri territori minori. Suo fratello Armando di Borbone-Conti governava la regione dello Champagne, mentre suo cognato Enrico II, duca di Longueville, la Normandia.
Il governo, a ogni modo, era determinato a ostacolare questi suoi successi, ma senza dare nell'occhio, e per questo il cardinale Mazzarino propose di inviarlo a reprimere la Sollevazione della Catalogna. Mal fornito di truppe e di aiuti, il Condé non fu in grado di ottenere alcun successo malgrado l'assedio di Lleida, e per questo venne costretto a tornare in patria seppure indignato con il governo. Nel 1648, a ogni modo, egli ricevette il comando delle armate nei Paesi Bassi e nella battaglia di Lens (19 agosto) riuscì a vincere grazie alla sua freddezza e al suo coraggio, portando a una nuova vittoria di grande prestigio per lui.
Nel settembre di quello stesso anno, con lo scoppio della fronda parlamentare, Condé venne richiamato a corte dalla reggente Anna d'Austria per ottenere il suo supporto militare e per questo egli venne posto, dopo non poche esitazioni, a capo dell'armata che doveva riportare l'ordine a Parigi. Questo compito, malgrado forze insufficienti, venne portato avanti con vigore e quando la situazione sembrò condurre tutte le parti alla pace, egli stesso siglò il trattato a Rueil il 20 marzo.
Questo ennesimo successo, però, contribuì a estraniare sempre più il Condé dalla corte per le sue ambizioni e per il risentimento personale che Anna d'Austria aveva accumulato nei suoi confronti. Fu lei a dare il suo assenso infatti all'arresto dei principi di Condé, Conti e Longueville il 18 gennaio 1650, mentre altri come Turenne e suo fratello il duca di Bouillon riuscirono a fuggire.

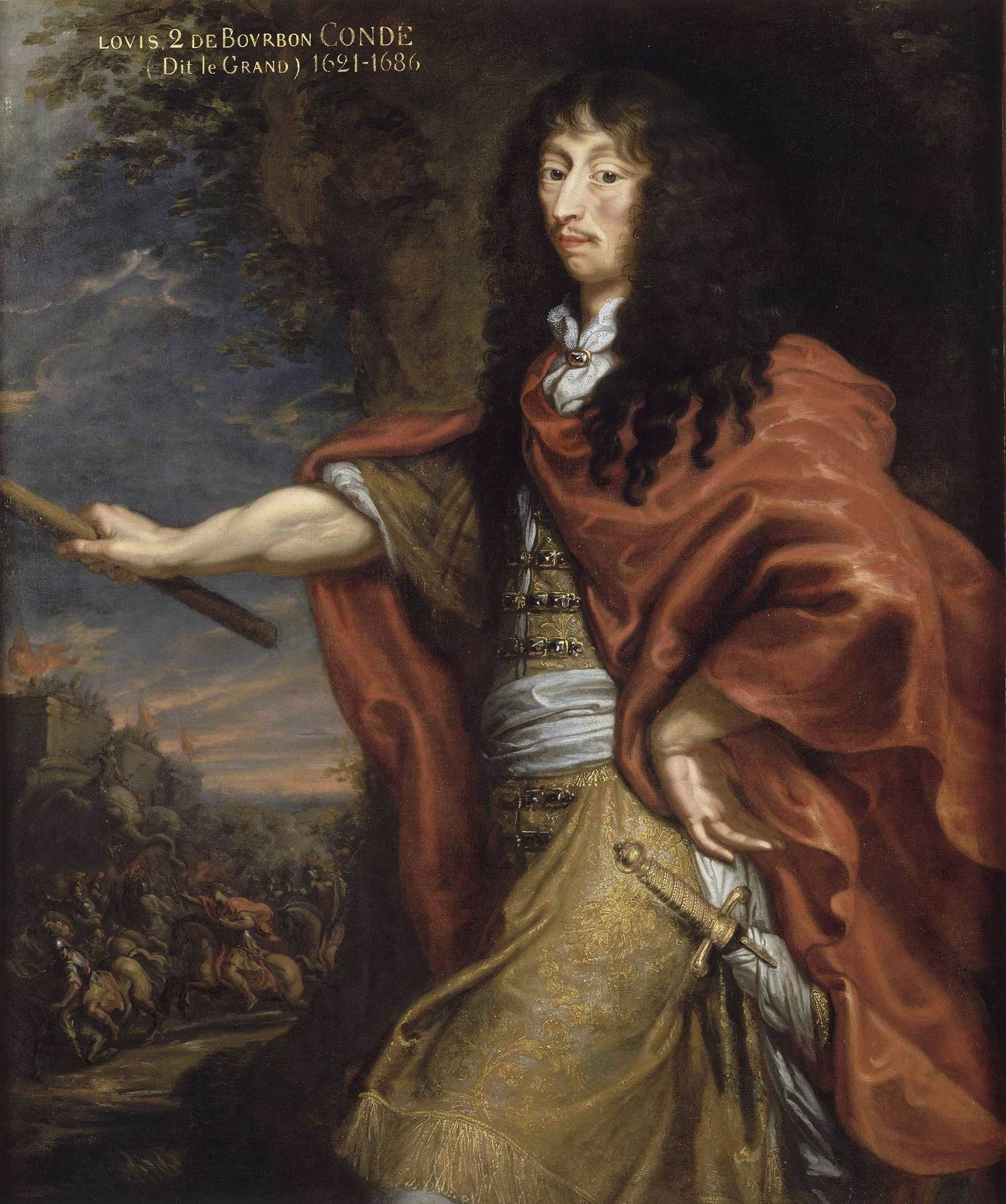
Luigi, il Grand Condé, in un ritratto di Justus van Egmont

In molti si mobilitarono per cercare di liberare il principe e i suoi fratelli e le donne di casa Condé giocarono in questo caso un ruolo fondamentale: sua madre si appellò al parlamento di Parigi affinché ricordasse ciò che diceva la legge sugli arresti preventivi, dal momento che essa non prevedeva l'imprigionamento senza processo. La sorella di Condé, Anne Genoveffa, duchessa di Longueville, avviò dei negoziati con la Spagna, entrando a Bordeaux alla testa di un proprio "esercito" e ottenendo il sostegno del parlamento cittadino, acquisendo simpatia anche nei confronti dei nobili che presero parte alla Fronda.
Il rilascio dei principi venne a ogni modo ottenuta dall'unione delle forze della vecchia Fronda (il partito del parlamento e del cardinale di Retz) e della nuova Fronda (il partito dei Condé). Anne, quindi, venne costretta a liberare i principi dalla loro prigionia a Le Havre nel febbraio del 1651. Poco dopo, purtroppo, un'ulteriore scissione dei partiti lasciò Condé e la nuova Fronda nuovamente isolati. Con la corte e la vecchia Fronda in alleanza contro di lui, Condé non trovò altra scelta se non quella di allearsi con gli spagnoli nella loro guerra contro la Francia.
La confusa guerra civile che scoppiò dopo questo atto (settembre 1651) venne ben rappresentata nella battaglia nella Rue de Faubourg Saint-Antoine, nella quale Condé e Turenne, due dei principali generali della loro epoca, misurarono la loro forza sul campo (2 luglio 1652). L'armata del principe venne salvata entrando a Parigi.
La Grande Mademoiselle, figlia di Gastone d'Orléans, persuase i parigini ad appoggiare il Condé e a rivolgere i cannoni della Bastiglia contro l'esercito del Turenne. Condé, come sempre, si trovò a combattere con coraggio e si oppose a un nuovo disperato assedio di Parigi che si concluse con l'allontanamento del Condé e dell'esercito spagnolo (settembre 1652). Il genio militare del principe, infatti, aveva avuto poca possibilità di movimento con il modo antiquato di condurre la guerra praticato dalle truppe spagnole e dai loro generali e la prova di questo fu la sconfitta delle Dune presso Dunkerque (14 giugno 1658) che portò ai negoziati per la pace. La pace dei Pirenei del 1659 pose fine alla guerra franco-spagnola e concesse al Condé il perdono e la possibilità di fare rientro in Francia.

### Perdono e riabilitazione

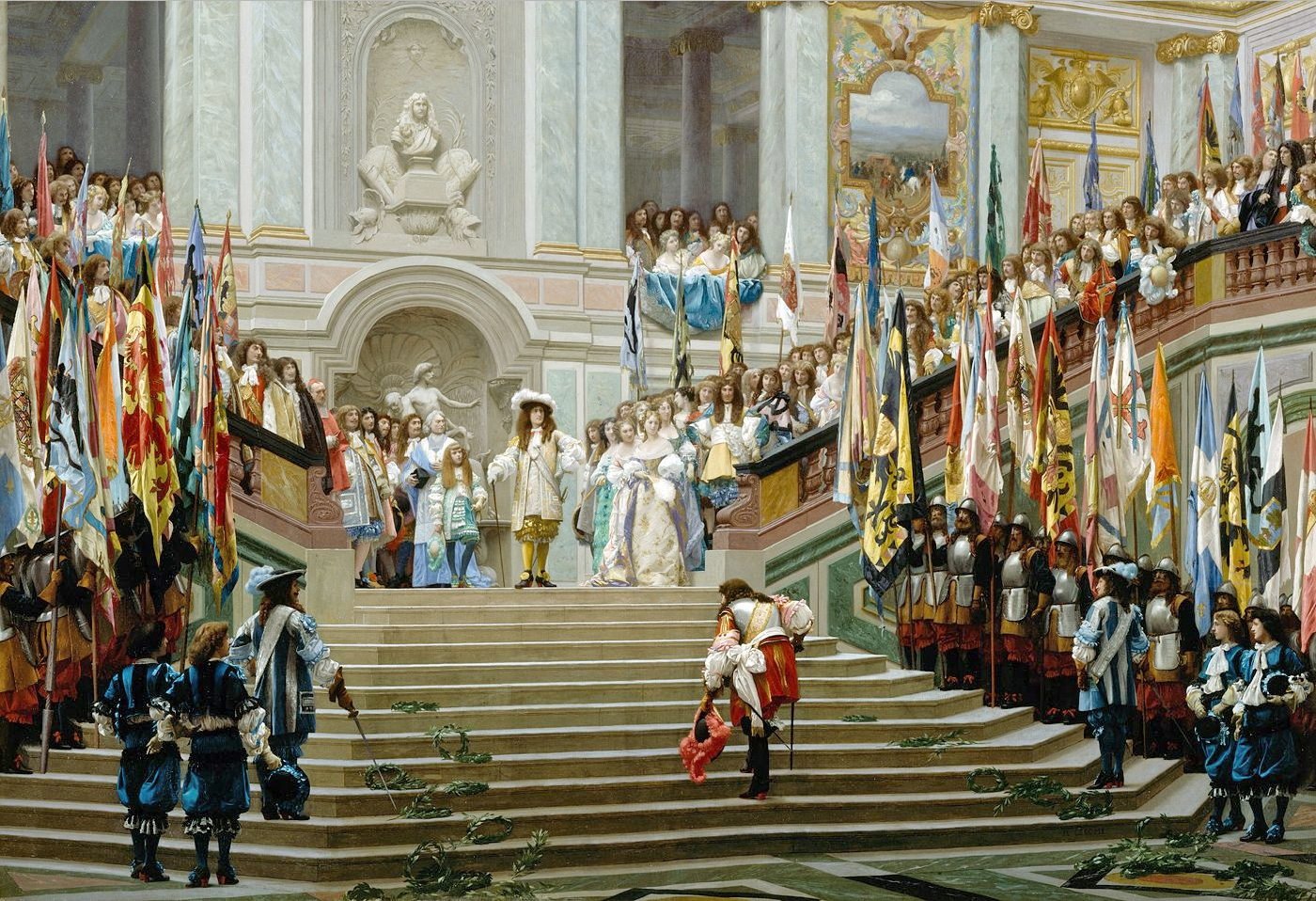
Ricevimento del Grand Condé a Versailles dopo la sua vittoria a Seneffe. Il Grand Condé avanza davanti a Luigi XIV con grande rispetto tra corone d'alloro e con le bandiere catturate al nemico su entrambi i lati dello scalone. Questo fatto segnò la fine dell'esilio del principe di Condé dopo la sua partecipazione alla Fronda.

Condé si rese conto quindi che il periodo di agitazione era ormai giunto al termine. Ottenuto il permesso di ritornare in patria, il principe sapeva che sarebbe stato condannato a una esistenza da subalterno alla figura del re Luigi XIV che avrebbe colto ogni occasione per rimarcargli che egli era ancora vivo grazie esclusivamente al perdono regio, ma valutò che in questa rinnovata condizione avrebbe nuovamente potuto guadagnare influenza, mantenendo intatto il proprio patrimonio e i propri beni. Trascorsero diversi anni prima che fosse richiamato a incarichi attivi, anni che trascorse al castello di Chantilly dove si circondò di artisti e uomini di gran genio della sua epoca come Molière, Racine, Boileau, La Fontaine, Nicole, Bourdaloue, Bossuet e Vatel.
Al tempo dei negoziati con i polacchi Condé venne considerato come possibile candidato all'elezione al trono di Polonia. Le trattative, dopo molte discussioni, vennero infine chiuse nel 1674 con il veto di Luigi XIV e l'elezione di Giovanni III Sobieski. Il ritiro forzato del principe venne interrotto solo dalla sua intercessione personale per la causa di Fouquet nel 1664 e terminò nel 1668.
In quello stesso anno venne infatti proposto da Louvois, ministro della guerra del re, un piano per riprendere possesso della Franca Contea che per essere attuato richiedeva necessariamente la presenza sul campo del Condé. Il principe venne dunque completamente ristabilito al favore di Luigi XIV, e si trovò ad affiancare nuovamente Turenne al comando dei francesi nella campagna olandese del 1672. Al passaggio del Reno a Tolhuis (12 giugno), il Condé venne pesantemente ferito, ma si riprese e fu in grado di comandare le truppe in Alsazia contro gli imperiali.
Nel 1673 combatté nuovamente nei Paesi Bassi e nel 1674 combatté la sua ultima grande battaglia, la Battaglia di Seneffe, contro il principe d'Orange (poi Guglielmo III d'Inghilterra). Questo scontro, combattuto l'11 agosto, fu uno dei più duri di tutto il XVII secolo e Condé, mostrando il vigore della giovinezza, si trovò ucciso il cavallo sotto la sella per ben tre volte. La sua ultima campagna fu nel 1675 sul Reno, dove l'esercito venne privato del suo generale con la morte del Turenne; l'intervento del principe riuscì con la sua attenta strategia a respingere l'invasione delle armate imperiali guidate da Montecuccoli.

### Ultimi anni e morte

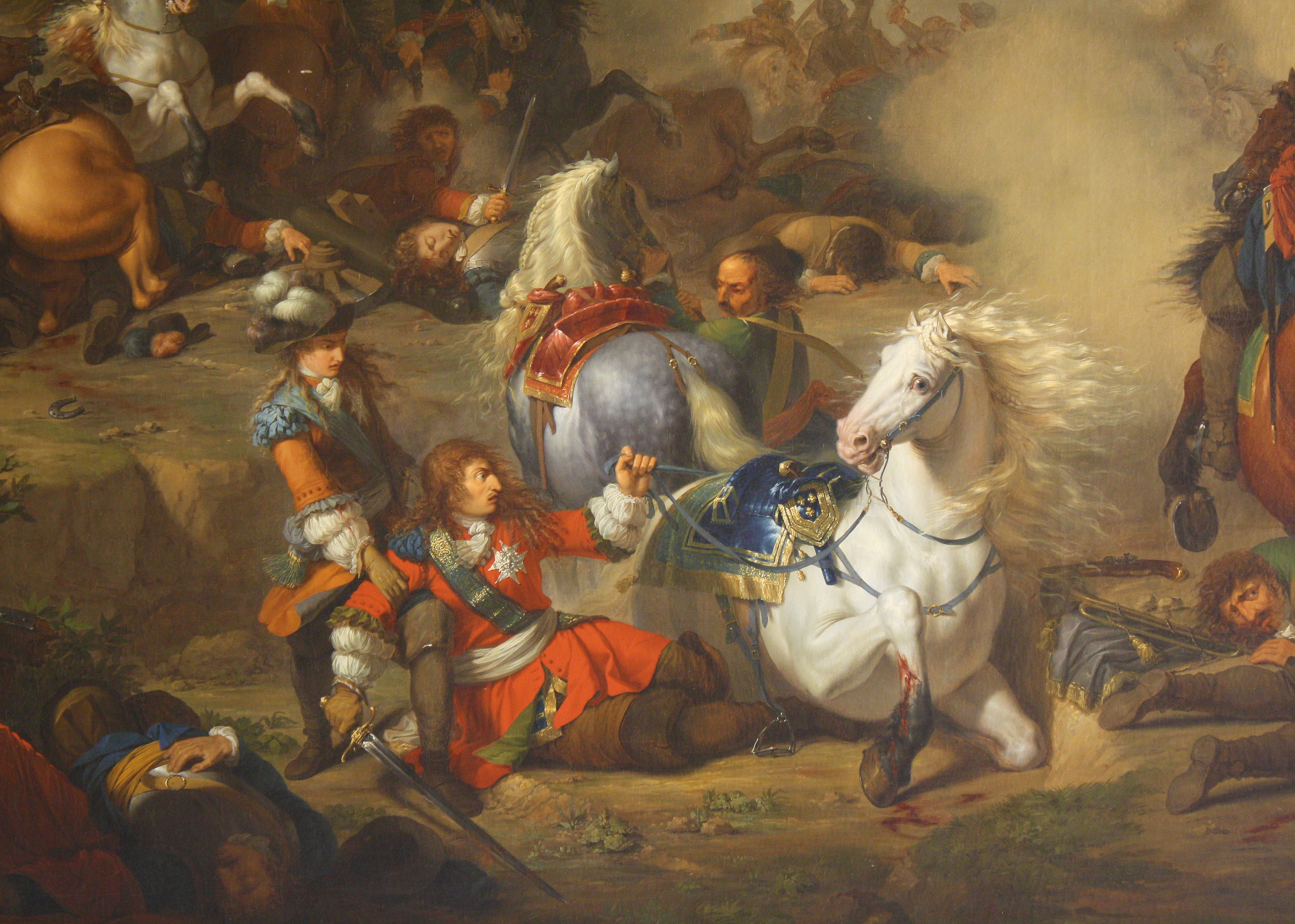
Il duca d'Enghien salva la vita a suo padre, il Grand Condé, nella battaglia di Seneffe

Dopo questa campagna, torturato dalla gotta, il Condé tornò al Castello di Chantilly, dove trascorse i suoi ultimi undici anni di vita in tranquillità. Al finire della sua vita il principe di Condé trovò interesse nei confronti di Bourdaloue, Pierre Nicole e Bossuet, e si prodigò in esercizi spirituali frequenti. Morì l'11 dicembre 1686 all'età di 65 anni. Bourdaloue presenziò al suo capezzale e Bossuet pronunciò poi il suo elogio funebre. Il suo corpo venne sepolto nella chiesa di Vallery, luogo tradizionale di sepoltura dei principi di Condé.
Nell'ultima lettera che il principe scrisse al sovrano, chiese che sua moglie rimanesse esiliata dove si trovava, malgrado Chiara Clemenza di Maillé avesse portato alla sua casata una prestigiosa dote di 600.000 livre e i castelli di Ansac, Mouy, Cambronne, Plessis-Billebault, Galissonnière e Brézé. Chiara Clemenza sopravvisse al marito morendo nel 1694 e venendo sepolta al castello di Châteauroux.
Nel 1685 il suo unico nipote sopravvissutogli, Luigi III di Borbone-Condé, sposò Louise Françoise, Mademoiselle de Nantes, figlia sopravvissuta di Luigi XIV e di Madame de Montespan.

## Matrimonio e discendenza

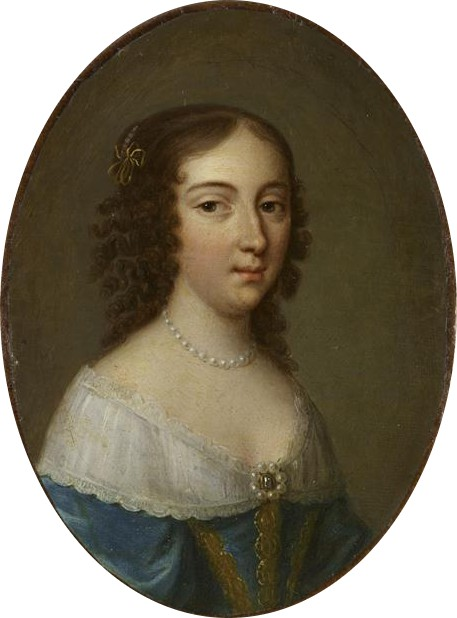
Chiara Clemenza di Maillé, moglie di Luigi Grand Condé, nota come Madame la Princesse

Luigi II di Borbone-Condé sposò nel febbraio del 1641 la nipote tredicenne del cardinale Richelieu, Chiara Clemenza di Maillé-Brézé, dalla quale ebbe quattro figli, di cui solo due superarono l'anno di vita:
- Enrico Giulio di Borbone, principe di Condé (Parigi, 1643- ivi, 1709) che lo seguì nell'avventura spagnola;
- Luigi, (Bordeaux, 20 settembre 1652– ivi, 11 aprile 1653).
- una figlia (Breda, 1657 - Parigi, 28 settembre 1660); morta infante
- Luigi (nato e morto a Bordeaux, 1658).

Tra i suoi discendenti si contano oggi i pretendenti orleanisti al trono di Francia, il principe Vittorio Emanuele di Savoia, e i re di Spagna e del Belgio.

## La fama

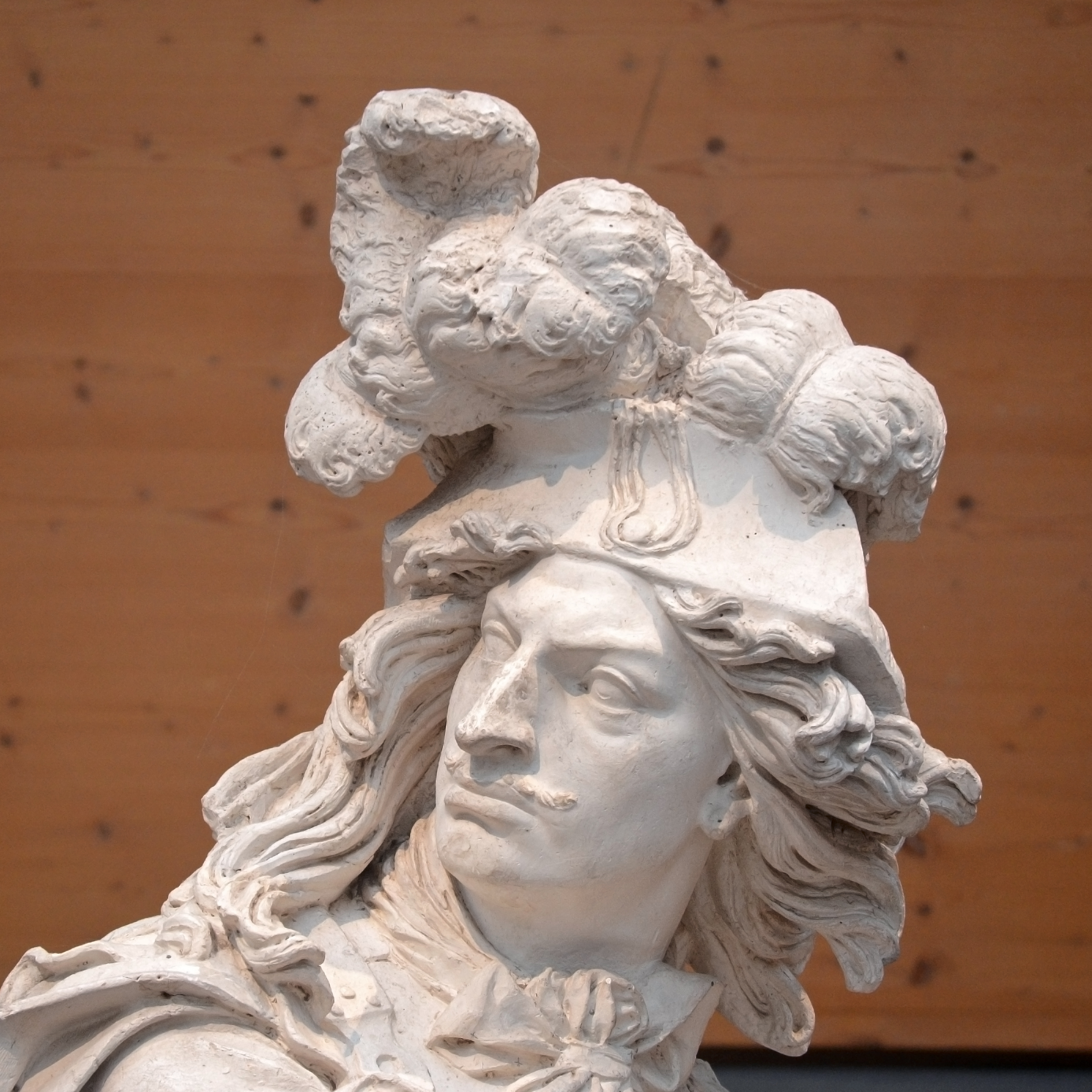
Luigi, il Grand Condé, in una scultura i David d'Angers (1817)

La fama del Grand Condé è ancora oggi legata alla sua grande abilità militare. A differenza del suo grande rivale, Turenne, Condé fu brillante dalla sua prima all'ultima battaglia. L'unico fallimento del generale fu la sua partecipazione alla Fronda con la Spagna, ma non venne battuto in nessun altro scontro a cui prese parte.
Egli fu capace di condurre una guerra in maniera metodica e risolutiva sia contro Turenne che contro Montecuccoli, i principali generali che gli si opposero. Dotato di una grande e veloce capacità decisionale anche di fronte a pesanti perdite subite dal suo esercito, già a suo tempo venne lodato come uno dei più grandi generali della sua epoca. Alla morte del Grand Condé, Luigi XIV disse di avere perso "il più grande uomo del mio regno".

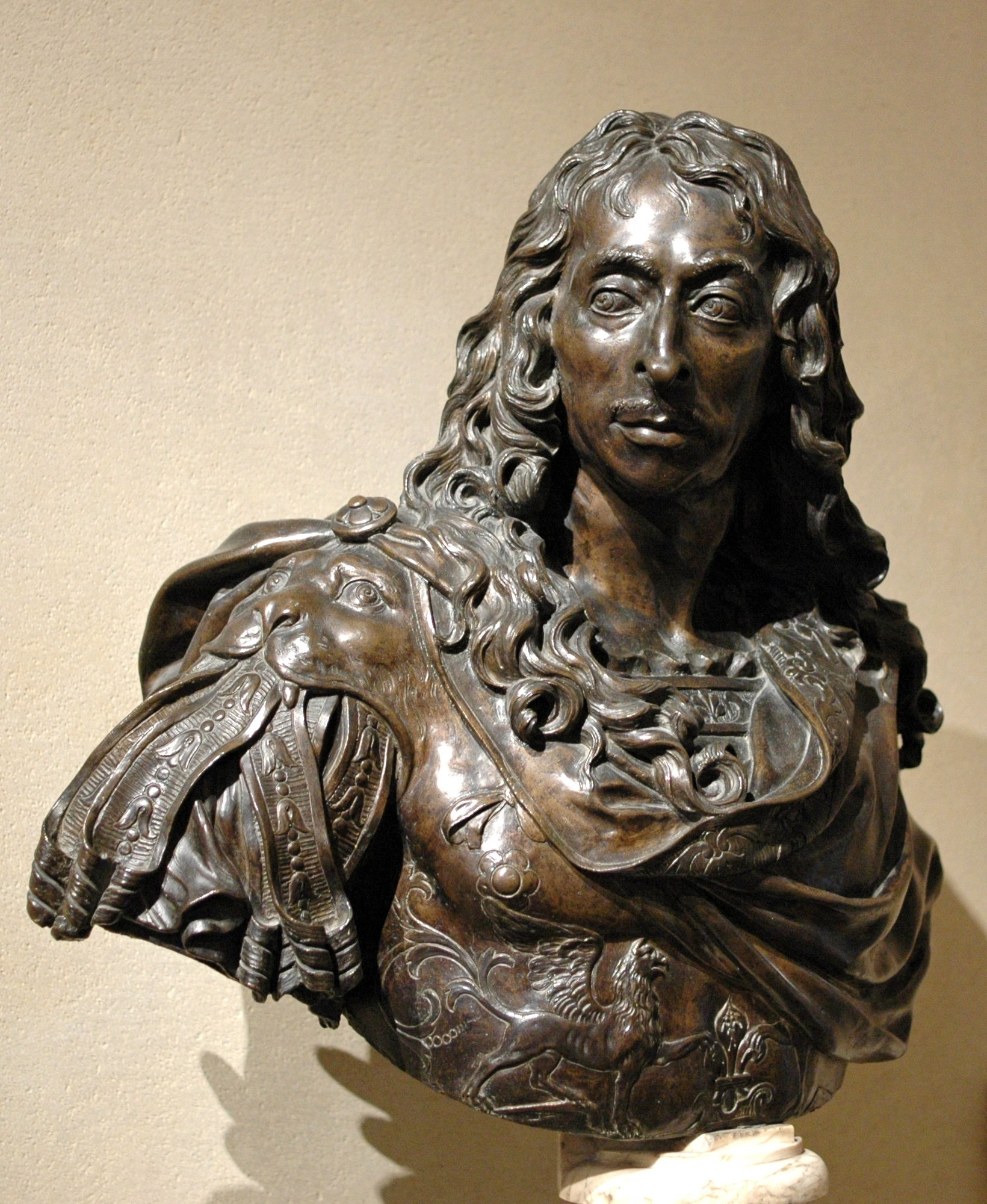
Il Grand Condé dello scultore francese Antoine Coysevox (1688). Museo del Louvre

Nel 1643 il suo successo nella battaglia di Rocroi, dove guidò i francesi in un'inaspettata vittoria contro gli spagnoli, lo consacrò come grande generale ed eroe popolare in Francia. Ancora oggi questa battaglia è tra le più studiate al mondo a livello di storia della strategia militare. Assieme al maresciallo di Turenne portò la Francia alla vittoria nella guerra dei trent'anni.
Durante la Fronda venne corteggiato da ambo le parti, inizialmente supportando Mazzarino e poi divenendo capo dell'opposizione aristocratica. Dopo la sconfitta della Fronda entrò al servizio della Spagna contro l'esercito francese e poté tornare in Francia solo dopo la pace dei Pirenei del 1659, ma Luigi XIV seppe riconoscere il suo valore di soldato riabilitandolo completamente e concedendogli ancora dei comandi militari.
Condé conquistò la Franca Contea durante la guerra di devoluzione e condusse le armate francesi nella Guerra franco-olandese con Turenne. Quando Turenne rimase ucciso nella campagna del 1675 egli prese il comando dell'esercito, distinguendosi ancora una volta con il respingimento dell'invasione dell'esercito imperiale.

### Diamante
Prende il suo nome il famoso diamante rosa Condé, di 9,01 carati. Lo ottenne in dono dal re Luigi XIII (secondo altri da Luigi XIV) come ricompensa per le sue vittorie durante la guerra dei trent'anni. Oggi il diamante è conservato nel Museo Condé del castello di Chantilly.

## Nella cultura di massa

### Nella letteratura
- Il principe di Condé compare nell'opera Vent'anni dopo di Dumas, in cui viene descritta la battaglia di Lens.
- Alessandro Manzoni così lo cita nel secondo capitolo de I promessi sposi, che si apre con la frase: «Si racconta che il principe di Condé dormì profondamente la notte avanti la giornata di Rocroi: ma in primo luogo, era molto affaticato; secondariamente aveva già date tutte le disposizioni necessarie, e stabilito ciò che dovesse fare, la mattina. Don Abbondio invece...».
- La stessa frase del Manzoni viene ripresa da Giorgio Gaber nel monologo teatrale Il Grigio.
- Il principe di Condé compare nei romanzi Angelica la Marchesa degli Angeli e Angelica sulla via di Versailles di Anne e Serge Golon.
- Achille Campanile ne fa il soggetto di un racconto umoristico, che prende spunto dalla dormita del condottiero avanti la battaglia di Rocroi, dal titolo La disgrazia del Gran Condé.[4]

### Nel cinema
| Anno | Film                                                | Attore            | Note                                                                 |
| ---- | --------------------------------------------------- | ----------------- | -------------------------------------------------------------------- |
| 1964 | Angelica (Angélique, Marquise des Anges)            | François Maistre  | Dal romanzo Angelica, la marchesa degli Angeli di Anne e Serge Golon |
| 1965 | Angelica alla corte del re (Merveilleuse Angélique) | François Maistre  | Dal romanzo Angelica sulla via di Versailles di Anne e Serge Golon   |
| 1993 | Louis, enfant roi                                   | Serge Dupire      |                                                                      |
| 2000 | Vatel (Vatel)                                       | Julian Glover     |                                                                      |
| 2013 | Angelica (Angélique)                                | Fabrice Rodriguez | Dal romanzo Angelica, la marchesa degli Angeli di Anne e Serge Golon |

## Stemma
| Image | Stemma                                                               |
| ----- | -------------------------------------------------------------------- |
| \| \| | Luigi II di Borbone-Condé Principe di Condé, Gran Maestro di Francia |
|       |                                                                      |

## Ascendenza
|                                       |                         |                                     | Genitori                               |  |  | Nonni |  |  | Bisnonni                    |  |  | Trisnonni                       |  |
|                                       |                         |                                     |                                        |  |  |       |  |  | 8. Luigi I di Borbone-Condé |  |  | 16. Carlo IV di Borbone-Vendôme |  |
|                                       |                         |                                     |                                        |  |  |       |  |  | 8. Luigi I di Borbone-Condé |  |  | 16. Carlo IV di Borbone-Vendôme |  |
|                                       |                         | 17. Francesca d'Alençon             |                                        |  |  |       |  |  | 8. Luigi I di Borbone-Condé |  |  |                                 |  |
| 4. Enrico I di Borbone-Condé          |                         |                                     |                                        |  |  |       |  |  | 8. Luigi I di Borbone-Condé |  |  |                                 |  |
|                                       |                         | 9. Éléonore de Roucy                | 18. Charles de Roye, conte di Roucy    |  |  |       |  |  |                             |  |  |                                 |  |
|                                       |                         | 9. Éléonore de Roucy                | 18. Charles de Roye, conte di Roucy    |  |  |       |  |  |                             |  |  |                                 |  |
|                                       |                         | 9. Éléonore de Roucy                | 19. Madeleine de Maillé, dama di Conti |  |  |       |  |  |                             |  |  |                                 |  |
| 2. Enrico II di Borbone-Condé         |                         | 9. Éléonore de Roucy                |                                        |  |  |       |  |  |                             |  |  |                                 |  |
|                                       |                         | 10. Luigi III de La Trémoille       | 20. Francesco II de La Trémoille       |  |  |       |  |  |                             |  |  |                                 |  |
|                                       |                         | 10. Luigi III de La Trémoille       | 20. Francesco II de La Trémoille       |  |  |       |  |  |                             |  |  |                                 |  |
|                                       |                         | 10. Luigi III de La Trémoille       | 21. Anna di Laval                      |  |  |       |  |  |                             |  |  |                                 |  |
| 5. Carlotta Caterina de La Trémoille  |                         | 10. Luigi III de La Trémoille       |                                        |  |  |       |  |  |                             |  |  |                                 |  |
|                                       |                         | 11. Jean de Montmorency             | 22. Anne de Montmorency (= 12)         |  |  |       |  |  |                             |  |  |                                 |  |
|                                       |                         | 11. Jean de Montmorency             | 22. Anne de Montmorency (= 12)         |  |  |       |  |  |                             |  |  |                                 |  |
|                                       |                         | 11. Jean de Montmorency             | 23. Maddalena di Savoia (= 13)         |  |  |       |  |  |                             |  |  |                                 |  |
| 1. Luigi II di Borbone-Condé          |                         | 11. Jean de Montmorency             |                                        |  |  |       |  |  |                             |  |  |                                 |  |
|                                       | 12. Anne de Montmorency | 24. Guillaume de Montmorency        |                                        |  |  |       |  |  |                             |  |  |                                 |  |
|                                       | 12. Anne de Montmorency | 24. Guillaume de Montmorency        |                                        |  |  |       |  |  |                             |  |  |                                 |  |
|                                       | 12. Anne de Montmorency | 25. Anna Pot                        |                                        |  |  |       |  |  |                             |  |  |                                 |  |
| 6. Enrico I di Montmorency            | 12. Anne de Montmorency |                                     |                                        |  |  |       |  |  |                             |  |  |                                 |  |
|                                       |                         | 13. Maddalena di Savoia             | 26. Renato di Savoia-Villars           |  |  |       |  |  |                             |  |  |                                 |  |
|                                       |                         | 13. Maddalena di Savoia             | 26. Renato di Savoia-Villars           |  |  |       |  |  |                             |  |  |                                 |  |
|                                       |                         | 13. Maddalena di Savoia             | 27. Anna Lascaris                      |  |  |       |  |  |                             |  |  |                                 |  |
| 3. Carlotta Margherita di Montmorency |                         | 13. Maddalena di Savoia             |                                        |  |  |       |  |  |                             |  |  |                                 |  |
|                                       |                         | 14. Jacques de Budos                | 28. Jean de Budos                      |  |  |       |  |  |                             |  |  |                                 |  |
|                                       |                         | 14. Jacques de Budos                | 28. Jean de Budos                      |  |  |       |  |  |                             |  |  |                                 |  |
|                                       |                         | 14. Jacques de Budos                | 29. Louise de Porcelet                 |  |  |       |  |  |                             |  |  |                                 |  |
| 7. Luisa di Budos                     |                         | 14. Jacques de Budos                |                                        |  |  |       |  |  |                             |  |  |                                 |  |
|                                       |                         | 15. Catherine de Clermont-Montoison | 30. Claude de Clermont-Montoison       |  |  |       |  |  |                             |  |  |                                 |  |
|                                       |                         | 15. Catherine de Clermont-Montoison | 30. Claude de Clermont-Montoison       |  |  |       |  |  |                             |  |  |                                 |  |
|                                       |                         | 15. Catherine de Clermont-Montoison | 31. Louise de Rouvroy de Saint-Simon   |  |  |       |  |  |                             |  |  |                                 |  |
|                                       |                         | 15. Catherine de Clermont-Montoison |                                        |  |  |       |  |  |                             |  |  |                                 |  |